# Spremberger Stadtbahn
| Spremberger Stadtbahn | Spremberger Stadtbahn |
| --------------------- | --------------------- |
| Spurweite:            | 1000 mm / 1435 mm     |
|                       |                       |

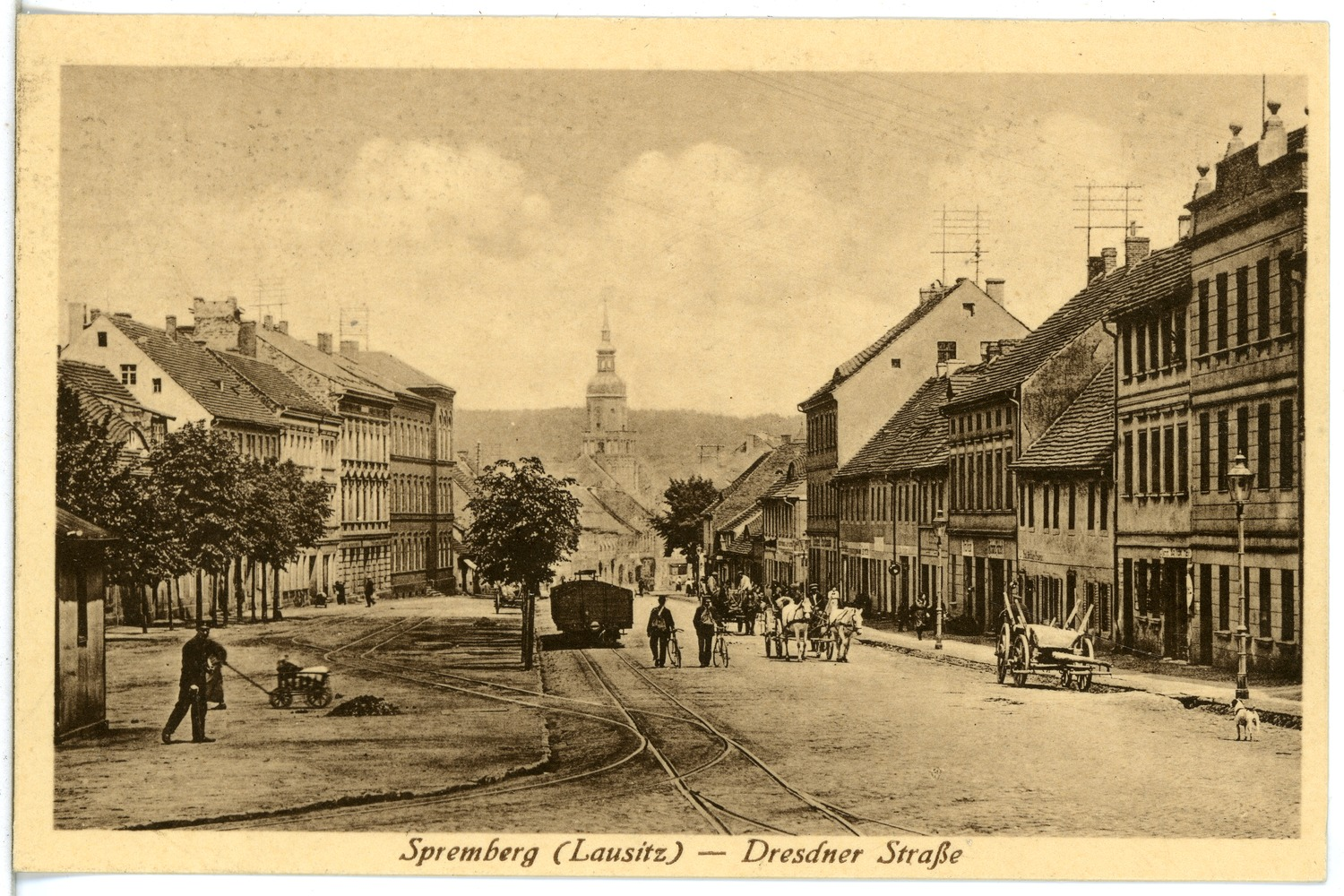
Spremberger Stadtbahn 1918, Dresdner Str., Ecke Berliner Str.

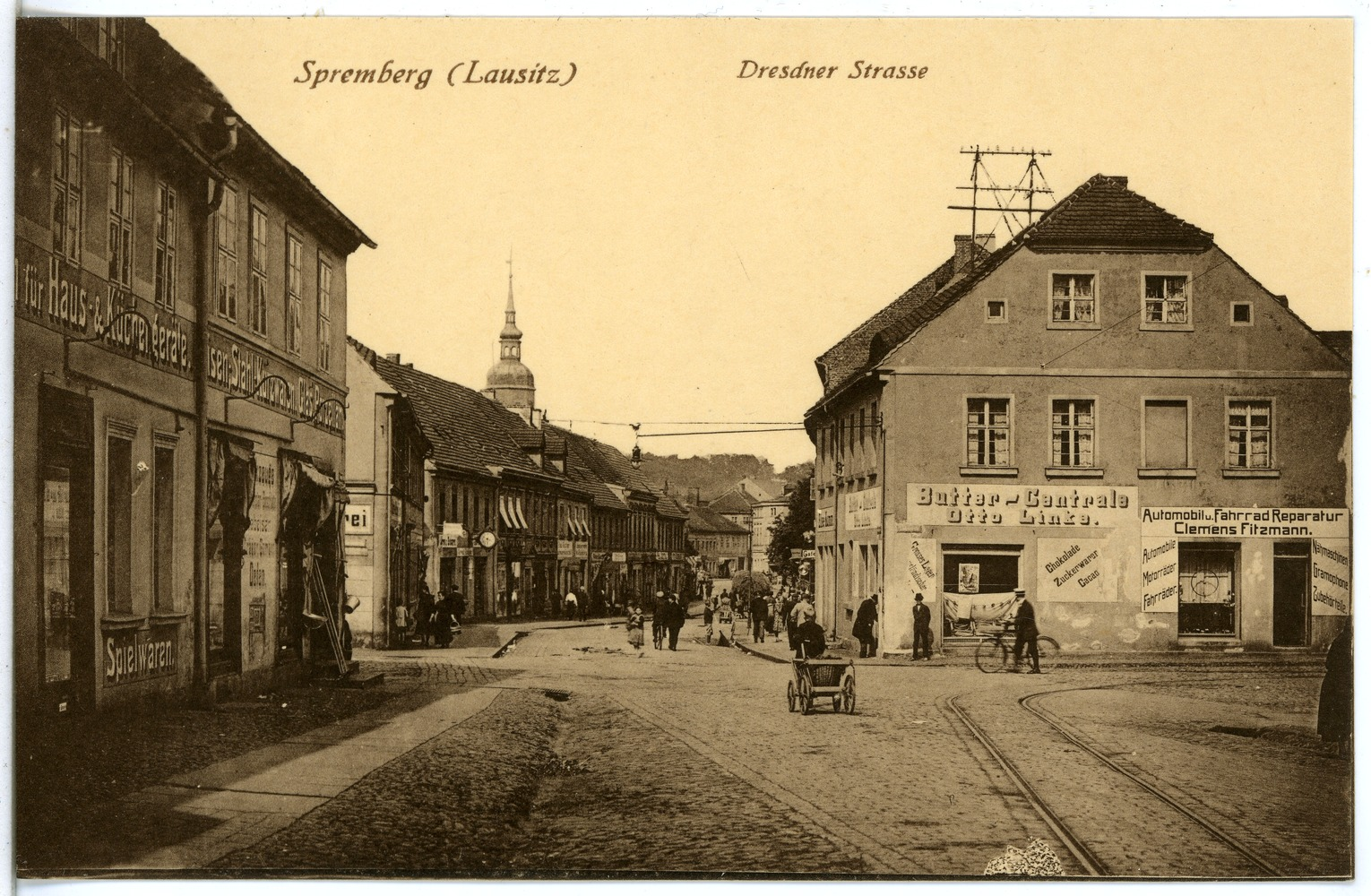
Schienen der Bahn in der Dresdner Straße (1918)

Die Spremberger Stadtbahn war eine städtische Kleinbahn in Spremberg, die drei Betriebsteile besaß: die normalspurige Verbindungsbahn des Hauptbahnhofs mit der Innenstadt, eine meterspurige Grubenbahn, die im „Kohlebahnhof“ am Westrand der Stadt begann und eine ebenfalls meterspurige Stadtbahn, die als Industrieanschlussbahn zahlreiche Gleisanschlüsse im Stadtgebiet bediente.

## Geschichte
Im Jahre 1895 beschloss die Stadtverordnetenversammlung eine regelspurige Bahn vom Roßplatz (A.-Puschkin-Platz) zum Staatsbahnhof Spremberg-Ost, sowie eine meterspurige Kleinbahn zu den Fabriken in der Stadt und eine meterspurige Kleinbahn zum Antransport der Kohle von den Gruben bauen zu lassen. Alle drei Bahnen wurden am 21. Januar 1898 in Betrieb genommen und unter der Bezeichnung Spremberger Stadtbahn zusammengefasst.

## Verbindungsbahn
Die meterspurige Stadtbahn, die zwischen 1898 und 1956 Fabriken mit Kohle versorgte, prägte das Verkehrsbild der Spremberger Neustadt. Die benötigte Kohle wurde von den Gruben bei Terpe, Pulsberg und Haidemühl zum Kohlebahnhof an der Hoyerswerdaer Straße befördert. Von dort aus erfolgte die Kohleversorgung der Fabriken. Bei 80 Weichen betrug die Gesamtlänge der Gleise in der Stadt 10 km, auf denen wegen des Verkehrs in den Straßen eine Höchstgeschwindigkeit von 6 km/h festgelegt war. 1956 kam das Ende dieser Spremberger Stadtbahn. Für ihre am 31. Dezember 1867 eröffnete Strecke legte die Berlin-Görlitzer Eisenbahn-Gesellschaft (BGE) ihren Bahnhof etwa zwei Kilometer östlich des Stadtzentrums von Spremberg an. Da die Preußischen Staatsbahnen auch nach der 1882 erfolgten Verstaatlichung der BGE keine Bahnverbindung zur Innenstadt herstellte, ergriff die Stadt Spremberg selbst die Initiative und ließ durch die Eisenbahnbau- und Betriebsgesellschaft Vering & Waechter eine drei Kilometer lange Verbindungsbahn vom Staatsbahnhof, der nun als Ostbahnhof bezeichnet wurde, zum Stadtbahnhof bauen. Der Güterverkehr begann am 1. Oktober 1897, der Personenverkehr folgte am 21. Januar 1898. Dem steigenden Bedarf entsprechend wurde der Fahrplan bis zum Sommer 1914 auf 16 Zugpaare täglich verdichtet.
Inzwischen hatten die Preußischen Staatsbahnen am 1. Oktober 1907 von Westen her eine 14 Kilometer lange Eisenbahnstrecke in Betrieb genommen, die in der Station Proschim-Haidemühl von der Bahnstrecke Neupetershain–Hoyerswerda abzweigte und im Westbahnhof Spremberg endete. Im Jahr 1914 verkehrten hier täglich fünf Personenzugpaare. Zwischen dem Westbahnhof und der Stadtbahn wurde am 1. April 1908 eine Gleisverbindung für die Überstellung von Güterwagen hergestellt.
Eine Fahrt vom Roßplatz bis zum Staatsbahnhof Spremberg-Ost dauerte 8 Min., ab 1925 mit einem neuen Benzoltriebwagen 6:30 Min. Der Fahrpreis betrug 8 Pfg. für die 3. Klasse und 40 Pfg für die 2. Nach dem Neubau der Straße vom Markt zum Bahnhof im Jahre 1926 war der Weg von der Altstadt zum Hauptbahnhof zu Fuß in der gleichen Zeit zu schaffen wie mit der Stadtbahn. Obwohl noch 1925 ein Triebwagen beschafft worden war und im Sommerfahrplan 1927 an Werktagen 19 bis 20 Fahrten verzeichnet waren, kam es im Laufe der Weltwirtschaftskrise am 15. Oktober 1932 zur Einstellung des Bahnbetriebs und dem nachfolgenden Abbau der Strecke.
Ursächlich war hierfür der Bau einer Straße aus dem Stadtzentrum zum Bahnhof im Rahmen eines Arbeitsbeschaffungsprogramms.

## Schmalspurbahn

### Stadtbahn
Etwa gleichzeitig mit dem Personenverkehr auf der Verbindungsbahn wurde im Winter 1897/98 in der Stadt eine große Anzahl von Gleisanschlüssen in Betrieb genommen, die eine Streckenlänge von acht Kilometern umfassten. Auf ihnen konnten mit Hilfe von Rollböcken normalspurige Güterwagen vom Stadtbahnhof in 56 Fabrikbetriebe befördert werden. Auch eine Verbindung zum Kohlebahnhof der Kohlebahn wurde auf diese Weise hergestellt.
Die Statistik von 1940 weist eine Streckenlänge von 10,33 Kilometern auf, davon 250 Meter in Normalspur.
Bis zum Jahresende 1956 gab es den Güterverkehr mit Rollböcken. Zu dieser Zeit endete auch die Bedienung der Gleisanschlüsse in der Innenstadt und insgesamt der Betrieb auf der Spremberger Stadtbahn. Da die Gleise im öffentlichen Straßenraum lagen, kam es immer mehr zu gegenseitigen Behinderungen mit dem übrigen Verkehr.
Der Fahrzeugpark umfasste 1928 noch zehn Dampflokomotiven, zwei Personenwagen, einen Packwagen und 111 Güterwagen für beide Betriebsteile. Im Jahr 1940 waren für die Schmalspurbahn noch sieben Lokomotiven, darunter Nr. 11 und Nr. 12, und 105 Güterwagen vorhanden.
Betreiber der Stadtbahn waren die Städtischen Werke Spremberg (Lausitz). Sie blieben es auch bis zum Schluss 1956; die Bahn wurde also nicht der Deutschen Reichsbahn unterstellt.

### Kohlebahn
Vom Kohlebahnhof, Heinrichsfelder Straße wurde am 21. Januar 1898 der Güterverkehr auf dem ersten Abschnitt der Strecke zu den Gruben „Anna“, „Gustav Adolf“ und „Brigitta“ bei Pulsberg und Terpe aufgenommen. Der zweite Abschnitt zur Grube Clara und Brikettfabrik Werminghoff der Eintracht AG in Haidemühl folgte im Juli 1924. Damit war eine Streckenlänge von 15 Kilometern erreicht. Personenverkehr hat es auf der Kohlebahn erst ab 1947 gegeben, als die parallel laufende Reichsbahnstrecke vom Westbahnhof nach Proschim-Haidemühl stillgelegt worden war. Er wurde Ende 1952 wieder aufgegeben, ein Jahr später auch der Kohletransport.

## Omnibusverkehr
Als Ersatz für die Verbindungsbahn zwischen Hauptbahnhof und Stadtbahnhof wurde am 15. Oktober 1932 eine 3 km lange Stadtbuslinie eingerichtet. Sie ging am 1. Oktober 1939 auf den städtischen Eigenbetrieb Spremberger Stadtbahn über, der dafür zwei Kraftomnibusse erhielt.